# Lubuk Mandian Gajah
Lubuk Mandian Gajah is een bestuurslaag in het regentschap Pelalawan van de provincie Riau, Indonesië. Lubuk Mandian Gajah telt 516 inwoners (volkstelling 2010).